# Engels voetbalsysteem
Het Engels voetbalsysteem, ook wel bekend als voetbalpiramide, is een serie van competities die met elkaar te maken hebben. Het systeem heeft een hiërarchisch profiel waarin clubs promoveren en degraderen van de ene naar de andere competitie (League). Er bestaan meer dan 140 leagues en 480 divisies daarin. Het exact aantal clubs varieert elk jaar omdat er nieuwe clubs bij komen en oude clubs verdwijnen. Gemiddeld zijn er toch minimaal 15 clubs per klasse wat op zo'n 7000 voetbalclubs uitkomt in het voetbalsysteem.

## Profvoetbal
De eerste vier niveaus van de Engelse voetbalpyramide zijn professionele competitie met profclubs. Vanaf het vijfde niveau spelen er nog enkele profclubs maar voornamelijk semi-prof en amateurploegen.

## Het systeem
Onderstaande tabel toont de structuur van het systeem. Voor elke competitie de officiële naam en het aantal clubs dat erin speelt. Van niveau 2 tot en met 8 promoveert de kampioen automatisch naar de competitie die er net boven is. Onder dit niveau zijn er verschillende promotiemogelijkheden. 
Vanaf het seizoen 2022/23 heeft zowel de National League, de National League North als de National League South alle drie 24 teams.
| Level                                | Total clubs (1857 +-) | League(s) / division(s) | League(s) / division(s) | League(s) / division(s) | League(s) / division(s) | League(s) / division(s) | League(s) / division(s) | League(s) / division(s) | League(s) / division(s) | League(s) / division(s) | League(s) / division(s) | League(s) / division(s) | League(s) / division(s) | League(s) / division(s) | League(s) / division(s) | League(s) / division(s) | League(s) / division(s) | League(s) / division(s) | League(s) / division(s) | League(s) / division(s) | League(s) / division(s) | League(s) / division(s) | League(s) / division(s) | League(s) / division(s) | League(s) / division(s) | League(s) / division(s) | League(s) / division(s) | League(s) / division(s) | League(s) / division(s) | League(s) / division(s) | League(s) / division(s) | League(s) / division(s) | League(s) / division(s) |
| ------------------------------------ | --------------------- | --- | --- | --- | --- | --- | --- | --- | --- | --- | --- | --- | --- | --- | --- | --- | --- | --- | --- | --- | --- | --- | --- | --- | --- | --- | --- | --- | --- | --- | --- | --- | --- |
| 1                                    | 20                    | Premier League 20 clubs – 3 clubs degraderen | Premier League 20 clubs – 3 clubs degraderen | Premier League 20 clubs – 3 clubs degraderen | Premier League 20 clubs – 3 clubs degraderen | Premier League 20 clubs – 3 clubs degraderen | Premier League 20 clubs – 3 clubs degraderen | Premier League 20 clubs – 3 clubs degraderen | Premier League 20 clubs – 3 clubs degraderen | Premier League 20 clubs – 3 clubs degraderen | Premier League 20 clubs – 3 clubs degraderen | Premier League 20 clubs – 3 clubs degraderen | Premier League 20 clubs – 3 clubs degraderen | Premier League 20 clubs – 3 clubs degraderen | Premier League 20 clubs – 3 clubs degraderen | Premier League 20 clubs – 3 clubs degraderen | Premier League 20 clubs – 3 clubs degraderen | Premier League 20 clubs – 3 clubs degraderen | Premier League 20 clubs – 3 clubs degraderen | Premier League 20 clubs – 3 clubs degraderen | Premier League 20 clubs – 3 clubs degraderen | Premier League 20 clubs – 3 clubs degraderen | Premier League 20 clubs – 3 clubs degraderen | Premier League 20 clubs – 3 clubs degraderen | Premier League 20 clubs – 3 clubs degraderen | Premier League 20 clubs – 3 clubs degraderen | Premier League 20 clubs – 3 clubs degraderen | Premier League 20 clubs – 3 clubs degraderen | Premier League 20 clubs – 3 clubs degraderen | Premier League 20 clubs – 3 clubs degraderen | Premier League 20 clubs – 3 clubs degraderen | Premier League 20 clubs – 3 clubs degraderen | Premier League 20 clubs – 3 clubs degraderen |
| 2                                    | 24                    | EFL Championship 24 clubs – 3 clubs promoveren, 3 clubs degraderen | EFL Championship 24 clubs – 3 clubs promoveren, 3 clubs degraderen | EFL Championship 24 clubs – 3 clubs promoveren, 3 clubs degraderen | EFL Championship 24 clubs – 3 clubs promoveren, 3 clubs degraderen | EFL Championship 24 clubs – 3 clubs promoveren, 3 clubs degraderen | EFL Championship 24 clubs – 3 clubs promoveren, 3 clubs degraderen | EFL Championship 24 clubs – 3 clubs promoveren, 3 clubs degraderen | EFL Championship 24 clubs – 3 clubs promoveren, 3 clubs degraderen | EFL Championship 24 clubs – 3 clubs promoveren, 3 clubs degraderen | EFL Championship 24 clubs – 3 clubs promoveren, 3 clubs degraderen | EFL Championship 24 clubs – 3 clubs promoveren, 3 clubs degraderen | EFL Championship 24 clubs – 3 clubs promoveren, 3 clubs degraderen | EFL Championship 24 clubs – 3 clubs promoveren, 3 clubs degraderen | EFL Championship 24 clubs – 3 clubs promoveren, 3 clubs degraderen | EFL Championship 24 clubs – 3 clubs promoveren, 3 clubs degraderen | EFL Championship 24 clubs – 3 clubs promoveren, 3 clubs degraderen | EFL Championship 24 clubs – 3 clubs promoveren, 3 clubs degraderen | EFL Championship 24 clubs – 3 clubs promoveren, 3 clubs degraderen | EFL Championship 24 clubs – 3 clubs promoveren, 3 clubs degraderen | EFL Championship 24 clubs – 3 clubs promoveren, 3 clubs degraderen | EFL Championship 24 clubs – 3 clubs promoveren, 3 clubs degraderen | EFL Championship 24 clubs – 3 clubs promoveren, 3 clubs degraderen | EFL Championship 24 clubs – 3 clubs promoveren, 3 clubs degraderen | EFL Championship 24 clubs – 3 clubs promoveren, 3 clubs degraderen | EFL Championship 24 clubs – 3 clubs promoveren, 3 clubs degraderen | EFL Championship 24 clubs – 3 clubs promoveren, 3 clubs degraderen | EFL Championship 24 clubs – 3 clubs promoveren, 3 clubs degraderen | EFL Championship 24 clubs – 3 clubs promoveren, 3 clubs degraderen | EFL Championship 24 clubs – 3 clubs promoveren, 3 clubs degraderen | EFL Championship 24 clubs – 3 clubs promoveren, 3 clubs degraderen | EFL Championship 24 clubs – 3 clubs promoveren, 3 clubs degraderen | EFL Championship 24 clubs – 3 clubs promoveren, 3 clubs degraderen |
| 3                                    | 24                    | EFL League One 24 clubs – 3 clubs promoveren, 4 clubs degraderen | EFL League One 24 clubs – 3 clubs promoveren, 4 clubs degraderen | EFL League One 24 clubs – 3 clubs promoveren, 4 clubs degraderen | EFL League One 24 clubs – 3 clubs promoveren, 4 clubs degraderen | EFL League One 24 clubs – 3 clubs promoveren, 4 clubs degraderen | EFL League One 24 clubs – 3 clubs promoveren, 4 clubs degraderen | EFL League One 24 clubs – 3 clubs promoveren, 4 clubs degraderen | EFL League One 24 clubs – 3 clubs promoveren, 4 clubs degraderen | EFL League One 24 clubs – 3 clubs promoveren, 4 clubs degraderen | EFL League One 24 clubs – 3 clubs promoveren, 4 clubs degraderen | EFL League One 24 clubs – 3 clubs promoveren, 4 clubs degraderen | EFL League One 24 clubs – 3 clubs promoveren, 4 clubs degraderen | EFL League One 24 clubs – 3 clubs promoveren, 4 clubs degraderen | EFL League One 24 clubs – 3 clubs promoveren, 4 clubs degraderen | EFL League One 24 clubs – 3 clubs promoveren, 4 clubs degraderen | EFL League One 24 clubs – 3 clubs promoveren, 4 clubs degraderen | EFL League One 24 clubs – 3 clubs promoveren, 4 clubs degraderen | EFL League One 24 clubs – 3 clubs promoveren, 4 clubs degraderen | EFL League One 24 clubs – 3 clubs promoveren, 4 clubs degraderen | EFL League One 24 clubs – 3 clubs promoveren, 4 clubs degraderen | EFL League One 24 clubs – 3 clubs promoveren, 4 clubs degraderen | EFL League One 24 clubs – 3 clubs promoveren, 4 clubs degraderen | EFL League One 24 clubs – 3 clubs promoveren, 4 clubs degraderen | EFL League One 24 clubs – 3 clubs promoveren, 4 clubs degraderen | EFL League One 24 clubs – 3 clubs promoveren, 4 clubs degraderen | EFL League One 24 clubs – 3 clubs promoveren, 4 clubs degraderen | EFL League One 24 clubs – 3 clubs promoveren, 4 clubs degraderen | EFL League One 24 clubs – 3 clubs promoveren, 4 clubs degraderen | EFL League One 24 clubs – 3 clubs promoveren, 4 clubs degraderen | EFL League One 24 clubs – 3 clubs promoveren, 4 clubs degraderen | EFL League One 24 clubs – 3 clubs promoveren, 4 clubs degraderen | EFL League One 24 clubs – 3 clubs promoveren, 4 clubs degraderen |
| 4                                    | 24                    | EFL League Two 24 clubs – 4 clubs promoveren, 2 clubs degraderen | EFL League Two 24 clubs – 4 clubs promoveren, 2 clubs degraderen | EFL League Two 24 clubs – 4 clubs promoveren, 2 clubs degraderen | EFL League Two 24 clubs – 4 clubs promoveren, 2 clubs degraderen | EFL League Two 24 clubs – 4 clubs promoveren, 2 clubs degraderen | EFL League Two 24 clubs – 4 clubs promoveren, 2 clubs degraderen | EFL League Two 24 clubs – 4 clubs promoveren, 2 clubs degraderen | EFL League Two 24 clubs – 4 clubs promoveren, 2 clubs degraderen | EFL League Two 24 clubs – 4 clubs promoveren, 2 clubs degraderen | EFL League Two 24 clubs – 4 clubs promoveren, 2 clubs degraderen | EFL League Two 24 clubs – 4 clubs promoveren, 2 clubs degraderen | EFL League Two 24 clubs – 4 clubs promoveren, 2 clubs degraderen | EFL League Two 24 clubs – 4 clubs promoveren, 2 clubs degraderen | EFL League Two 24 clubs – 4 clubs promoveren, 2 clubs degraderen | EFL League Two 24 clubs – 4 clubs promoveren, 2 clubs degraderen | EFL League Two 24 clubs – 4 clubs promoveren, 2 clubs degraderen | EFL League Two 24 clubs – 4 clubs promoveren, 2 clubs degraderen | EFL League Two 24 clubs – 4 clubs promoveren, 2 clubs degraderen | EFL League Two 24 clubs – 4 clubs promoveren, 2 clubs degraderen | EFL League Two 24 clubs – 4 clubs promoveren, 2 clubs degraderen | EFL League Two 24 clubs – 4 clubs promoveren, 2 clubs degraderen | EFL League Two 24 clubs – 4 clubs promoveren, 2 clubs degraderen | EFL League Two 24 clubs – 4 clubs promoveren, 2 clubs degraderen | EFL League Two 24 clubs – 4 clubs promoveren, 2 clubs degraderen | EFL League Two 24 clubs – 4 clubs promoveren, 2 clubs degraderen | EFL League Two 24 clubs – 4 clubs promoveren, 2 clubs degraderen | EFL League Two 24 clubs – 4 clubs promoveren, 2 clubs degraderen | EFL League Two 24 clubs – 4 clubs promoveren, 2 clubs degraderen | EFL League Two 24 clubs – 4 clubs promoveren, 2 clubs degraderen | EFL League Two 24 clubs – 4 clubs promoveren, 2 clubs degraderen | EFL League Two 24 clubs – 4 clubs promoveren, 2 clubs degraderen | EFL League Two 24 clubs – 4 clubs promoveren, 2 clubs degraderen |
| 5 (Step 1)                           | 24                    | National League 24 clubs – 2 clubs promoveren, 4 clubs degraderen | National League 24 clubs – 2 clubs promoveren, 4 clubs degraderen | National League 24 clubs – 2 clubs promoveren, 4 clubs degraderen | National League 24 clubs – 2 clubs promoveren, 4 clubs degraderen | National League 24 clubs – 2 clubs promoveren, 4 clubs degraderen | National League 24 clubs – 2 clubs promoveren, 4 clubs degraderen | National League 24 clubs – 2 clubs promoveren, 4 clubs degraderen | National League 24 clubs – 2 clubs promoveren, 4 clubs degraderen | National League 24 clubs – 2 clubs promoveren, 4 clubs degraderen | National League 24 clubs – 2 clubs promoveren, 4 clubs degraderen | National League 24 clubs – 2 clubs promoveren, 4 clubs degraderen | National League 24 clubs – 2 clubs promoveren, 4 clubs degraderen | National League 24 clubs – 2 clubs promoveren, 4 clubs degraderen | National League 24 clubs – 2 clubs promoveren, 4 clubs degraderen | National League 24 clubs – 2 clubs promoveren, 4 clubs degraderen | National League 24 clubs – 2 clubs promoveren, 4 clubs degraderen | National League 24 clubs – 2 clubs promoveren, 4 clubs degraderen | National League 24 clubs – 2 clubs promoveren, 4 clubs degraderen | National League 24 clubs – 2 clubs promoveren, 4 clubs degraderen | National League 24 clubs – 2 clubs promoveren, 4 clubs degraderen | National League 24 clubs – 2 clubs promoveren, 4 clubs degraderen | National League 24 clubs – 2 clubs promoveren, 4 clubs degraderen | National League 24 clubs – 2 clubs promoveren, 4 clubs degraderen | National League 24 clubs – 2 clubs promoveren, 4 clubs degraderen | National League 24 clubs – 2 clubs promoveren, 4 clubs degraderen | National League 24 clubs – 2 clubs promoveren, 4 clubs degraderen | National League 24 clubs – 2 clubs promoveren, 4 clubs degraderen | National League 24 clubs – 2 clubs promoveren, 4 clubs degraderen | National League 24 clubs – 2 clubs promoveren, 4 clubs degraderen | National League 24 clubs – 2 clubs promoveren, 4 clubs degraderen | National League 24 clubs – 2 clubs promoveren, 4 clubs degraderen | National League 24 clubs – 2 clubs promoveren, 4 clubs degraderen |
| 6 (Step 2)                           | 48                    | National League North 24 clubs – 2 clubs promoveren, 4 clubs degraderen | National League North 24 clubs – 2 clubs promoveren, 4 clubs degraderen | National League North 24 clubs – 2 clubs promoveren, 4 clubs degraderen | National League North 24 clubs – 2 clubs promoveren, 4 clubs degraderen | National League North 24 clubs – 2 clubs promoveren, 4 clubs degraderen | National League North 24 clubs – 2 clubs promoveren, 4 clubs degraderen | National League North 24 clubs – 2 clubs promoveren, 4 clubs degraderen | National League North 24 clubs – 2 clubs promoveren, 4 clubs degraderen | National League North 24 clubs – 2 clubs promoveren, 4 clubs degraderen | National League North 24 clubs – 2 clubs promoveren, 4 clubs degraderen | National League North 24 clubs – 2 clubs promoveren, 4 clubs degraderen | National League North 24 clubs – 2 clubs promoveren, 4 clubs degraderen | National League North 24 clubs – 2 clubs promoveren, 4 clubs degraderen | National League North 24 clubs – 2 clubs promoveren, 4 clubs degraderen | National League North 24 clubs – 2 clubs promoveren, 4 clubs degraderen | National League North 24 clubs – 2 clubs promoveren, 4 clubs degraderen | National League South 24 clubs – 2 clubs promoveren, 4 clubs degraderen | National League South 24 clubs – 2 clubs promoveren, 4 clubs degraderen | National League South 24 clubs – 2 clubs promoveren, 4 clubs degraderen | National League South 24 clubs – 2 clubs promoveren, 4 clubs degraderen | National League South 24 clubs – 2 clubs promoveren, 4 clubs degraderen | National League South 24 clubs – 2 clubs promoveren, 4 clubs degraderen | National League South 24 clubs – 2 clubs promoveren, 4 clubs degraderen | National League South 24 clubs – 2 clubs promoveren, 4 clubs degraderen | National League South 24 clubs – 2 clubs promoveren, 4 clubs degraderen | National League South 24 clubs – 2 clubs promoveren, 4 clubs degraderen | National League South 24 clubs – 2 clubs promoveren, 4 clubs degraderen | National League South 24 clubs – 2 clubs promoveren, 4 clubs degraderen | National League South 24 clubs – 2 clubs promoveren, 4 clubs degraderen | National League South 24 clubs – 2 clubs promoveren, 4 clubs degraderen | National League South 24 clubs – 2 clubs promoveren, 4 clubs degraderen | National League South 24 clubs – 2 clubs promoveren, 4 clubs degraderen |
| 7 (Step 3)                           | 88                    | Northern Premier League Premier Division 22 clubs – 2 clubs promoveren, 4 clubs degraderen | Northern Premier League Premier Division 22 clubs – 2 clubs promoveren, 4 clubs degraderen | Northern Premier League Premier Division 22 clubs – 2 clubs promoveren, 4 clubs degraderen | Northern Premier League Premier Division 22 clubs – 2 clubs promoveren, 4 clubs degraderen | Northern Premier League Premier Division 22 clubs – 2 clubs promoveren, 4 clubs degraderen | Northern Premier League Premier Division 22 clubs – 2 clubs promoveren, 4 clubs degraderen | Northern Premier League Premier Division 22 clubs – 2 clubs promoveren, 4 clubs degraderen | Northern Premier League Premier Division 22 clubs – 2 clubs promoveren, 4 clubs degraderen | Southern League Premier Division Central 22 clubs – 2 clubs promoveren, 4 clubs degraderen | Southern League Premier Division Central 22 clubs – 2 clubs promoveren, 4 clubs degraderen | Southern League Premier Division Central 22 clubs – 2 clubs promoveren, 4 clubs degraderen | Southern League Premier Division Central 22 clubs – 2 clubs promoveren, 4 clubs degraderen | Southern League Premier Division Central 22 clubs – 2 clubs promoveren, 4 clubs degraderen | Southern League Premier Division Central 22 clubs – 2 clubs promoveren, 4 clubs degraderen | Southern League Premier Division Central 22 clubs – 2 clubs promoveren, 4 clubs degraderen | Southern League Premier Division Central 22 clubs – 2 clubs promoveren, 4 clubs degraderen | Southern League Premier Division South 22 clubs – 2 clubs promoveren, 4 clubs degraderen | Southern League Premier Division South 22 clubs – 2 clubs promoveren, 4 clubs degraderen | Southern League Premier Division South 22 clubs – 2 clubs promoveren, 4 clubs degraderen | Southern League Premier Division South 22 clubs – 2 clubs promoveren, 4 clubs degraderen | Southern League Premier Division South 22 clubs – 2 clubs promoveren, 4 clubs degraderen | Southern League Premier Division South 22 clubs – 2 clubs promoveren, 4 clubs degraderen | Southern League Premier Division South 22 clubs – 2 clubs promoveren, 4 clubs degraderen | Southern League Premier Division South 22 clubs – 2 clubs promoveren, 4 clubs degraderen | Isthmian League Premier Division 22 clubs – 2 clubs promoveren, 4 clubs degraderen | Isthmian League Premier Division 22 clubs – 2 clubs promoveren, 4 clubs degraderen | Isthmian League Premier Division 22 clubs – 2 clubs promoveren, 4 clubs degraderen | Isthmian League Premier Division 22 clubs – 2 clubs promoveren, 4 clubs degraderen | Isthmian League Premier Division 22 clubs – 2 clubs promoveren, 4 clubs degraderen | Isthmian League Premier Division 22 clubs – 2 clubs promoveren, 4 clubs degraderen | Isthmian League Premier Division 22 clubs – 2 clubs promoveren, 4 clubs degraderen | Isthmian League Premier Division 22 clubs – 2 clubs promoveren, 4 clubs degraderen |
| 8 (Step 4)                           | 176                   | Northern Premier League Division One East 22 clubs – 2p, 4r | Northern Premier League Division One East 22 clubs – 2p, 4r | Northern Premier League Division One East 22 clubs – 2p, 4r | Northern Premier League Division One East 22 clubs – 2p, 4r | Northern Premier League Division One West 22 clubs – 2p, 4r | Northern Premier League Division One West 22 clubs – 2p, 4r | Northern Premier League Division One West 22 clubs – 2p, 4r | Northern Premier League Division One West 22 clubs – 2p, 4r | Northern Premier League Division One Midlands 22 clubs – 2p, 4r | Northern Premier League Division One Midlands 22 clubs – 2p, 4r | Northern Premier League Division One Midlands 22 clubs – 2p, 4r | Northern Premier League Division One Midlands 22 clubs – 2p, 4r | Southern League Division One Central 22 clubs – 2p, 4r | Southern League Division One Central 22 clubs – 2p, 4r | Southern League Division One Central 22 clubs – 2p, 4r | Southern League Division One Central 22 clubs – 2p, 4r | Southern League Division One South 22 clubs – 2p, 4r | Southern League Division One South 22 clubs – 2p, 4r | Southern League Division One South 22 clubs – 2p, 4r | Southern League Division One South 22 clubs – 2p, 4r | Isthmian League Division One South Central 22 clubs – 2p, 4r | Isthmian League Division One South Central 22 clubs – 2p, 4r | Isthmian League Division One South Central 22 clubs – 2p, 4r | Isthmian League Division One South Central 22 clubs – 2p, 4r | Isthmian League Division One North 22 clubs – 2p, 4r | Isthmian League Division One North 22 clubs – 2p, 4r | Isthmian League Division One North 22 clubs – 2p, 4r | Isthmian League Division One North 22 clubs – 2p, 4r | Isthmian League Division One South East 22 clubs – 2p, 4r | Isthmian League Division One South East 22 clubs – 2p, 4r | Isthmian League Division One South East 22 clubs – 2p, 4r | Isthmian League Division One South East 22 clubs – 2p, 4r |
| 9 (Step 5)                           | 318                   | Northern League Division One 22 clubs — 2p, 2r | Northern League Division One 22 clubs — 2p, 2r | Northern Counties East League Premier Division 20 clubs — 2p, 2r | Northern Counties East League Premier Division 20 clubs — 2p, 2r | North West Counties League Premier Division 24 clubs — 2p, 2r | North West Counties League Premier Division 24 clubs — 2p, 2r | Midland League Premier Division 18 clubs — 2p, 2r | Midland League Premier Division 18 clubs — 2p, 2r | United Counties League Premier Division North 18 clubs — 2p, 2r | United Counties League Premier Division North 18 clubs — 2p, 2r | United Counties League Premier Division South 20 clubs — 2p, 2r | United Counties League Premier Division South 20 clubs — 2p, 2r | Hellenic League Premier Division 20 clubs — 2p, 2r | Hellenic League Premier Division 20 clubs — 2p, 2r | Spartan South Midlands League Premier Division 18 clubs — 2p, 2r | Spartan South Midlands League Premier Division 18 clubs — 2p, 2r | Wessex League Premier Division 20 clubs — 2p, 2r | Wessex League Premier Division 20 clubs — 2p, 2r | Western League Premier Division 18 clubs — 2p, 1r | Western League Premier Division 18 clubs — 2p, 1r | Combined Counties League Premier Division North 20 clubs — 2p, 2r | Combined Counties League Premier Division North 20 clubs — 2p, 2r | Combined Counties League Premier Division South 20 clubs — 2p, 2r | Combined Counties League Premier Division South 20 clubs — 2p, 2r | Eastern Counties League Premier Division 20 clubs — 2p, 2r | Eastern Counties League Premier Division 20 clubs — 2p, 2r | Essex Senior League 20 clubs — 2p, 2r | Essex Senior League 20 clubs — 2p, 2r | Southern Combination League Premier Division 20 clubs — 2p, 2r | Southern Combination League Premier Division 20 clubs — 2p, 2r | Southern Counties East League Premier Division 20 clubs — 2p, 2r | Southern Counties East League Premier Division 20 clubs — 2p, 2r |
| 10 (Step 6)                          | 340                   | Northern League Division Two – 22 clubs — 2p, 0–3r Northern Counties East League League Division One – 22 clubs — 2p, 0–3r North West Counties League Division One North – 18 clubs — 2p, 0–3r North West Counties League Division One South – 18 clubs — 2p, 0–3r Midland League Division One – 22 clubs — 2p, 0–3r United Counties League Division One – 20 clubs — 2p, 0–3r Hellenic League Division One – 22 clubs — 2p, 0–3r Spartan South Midlands League Division One – 20 clubs — 2p, 0–3r | Northern League Division Two – 22 clubs — 2p, 0–3r Northern Counties East League League Division One – 22 clubs — 2p, 0–3r North West Counties League Division One North – 18 clubs — 2p, 0–3r North West Counties League Division One South – 18 clubs — 2p, 0–3r Midland League Division One – 22 clubs — 2p, 0–3r United Counties League Division One – 20 clubs — 2p, 0–3r Hellenic League Division One – 22 clubs — 2p, 0–3r Spartan South Midlands League Division One – 20 clubs — 2p, 0–3r | Northern League Division Two – 22 clubs — 2p, 0–3r Northern Counties East League League Division One – 22 clubs — 2p, 0–3r North West Counties League Division One North – 18 clubs — 2p, 0–3r North West Counties League Division One South – 18 clubs — 2p, 0–3r Midland League Division One – 22 clubs — 2p, 0–3r United Counties League Division One – 20 clubs — 2p, 0–3r Hellenic League Division One – 22 clubs — 2p, 0–3r Spartan South Midlands League Division One – 20 clubs — 2p, 0–3r | Northern League Division Two – 22 clubs — 2p, 0–3r Northern Counties East League League Division One – 22 clubs — 2p, 0–3r North West Counties League Division One North – 18 clubs — 2p, 0–3r North West Counties League Division One South – 18 clubs — 2p, 0–3r Midland League Division One – 22 clubs — 2p, 0–3r United Counties League Division One – 20 clubs — 2p, 0–3r Hellenic League Division One – 22 clubs — 2p, 0–3r Spartan South Midlands League Division One – 20 clubs — 2p, 0–3r | Northern League Division Two – 22 clubs — 2p, 0–3r Northern Counties East League League Division One – 22 clubs — 2p, 0–3r North West Counties League Division One North – 18 clubs — 2p, 0–3r North West Counties League Division One South – 18 clubs — 2p, 0–3r Midland League Division One – 22 clubs — 2p, 0–3r United Counties League Division One – 20 clubs — 2p, 0–3r Hellenic League Division One – 22 clubs — 2p, 0–3r Spartan South Midlands League Division One – 20 clubs — 2p, 0–3r | Northern League Division Two – 22 clubs — 2p, 0–3r Northern Counties East League League Division One – 22 clubs — 2p, 0–3r North West Counties League Division One North – 18 clubs — 2p, 0–3r North West Counties League Division One South – 18 clubs — 2p, 0–3r Midland League Division One – 22 clubs — 2p, 0–3r United Counties League Division One – 20 clubs — 2p, 0–3r Hellenic League Division One – 22 clubs — 2p, 0–3r Spartan South Midlands League Division One – 20 clubs — 2p, 0–3r | Northern League Division Two – 22 clubs — 2p, 0–3r Northern Counties East League League Division One – 22 clubs — 2p, 0–3r North West Counties League Division One North – 18 clubs — 2p, 0–3r North West Counties League Division One South – 18 clubs — 2p, 0–3r Midland League Division One – 22 clubs — 2p, 0–3r United Counties League Division One – 20 clubs — 2p, 0–3r Hellenic League Division One – 22 clubs — 2p, 0–3r Spartan South Midlands League Division One – 20 clubs — 2p, 0–3r | Northern League Division Two – 22 clubs — 2p, 0–3r Northern Counties East League League Division One – 22 clubs — 2p, 0–3r North West Counties League Division One North – 18 clubs — 2p, 0–3r North West Counties League Division One South – 18 clubs — 2p, 0–3r Midland League Division One – 22 clubs — 2p, 0–3r United Counties League Division One – 20 clubs — 2p, 0–3r Hellenic League Division One – 22 clubs — 2p, 0–3r Spartan South Midlands League Division One – 20 clubs — 2p, 0–3r | Northern League Division Two – 22 clubs — 2p, 0–3r Northern Counties East League League Division One – 22 clubs — 2p, 0–3r North West Counties League Division One North – 18 clubs — 2p, 0–3r North West Counties League Division One South – 18 clubs — 2p, 0–3r Midland League Division One – 22 clubs — 2p, 0–3r United Counties League Division One – 20 clubs — 2p, 0–3r Hellenic League Division One – 22 clubs — 2p, 0–3r Spartan South Midlands League Division One – 20 clubs — 2p, 0–3r | Northern League Division Two – 22 clubs — 2p, 0–3r Northern Counties East League League Division One – 22 clubs — 2p, 0–3r North West Counties League Division One North – 18 clubs — 2p, 0–3r North West Counties League Division One South – 18 clubs — 2p, 0–3r Midland League Division One – 22 clubs — 2p, 0–3r United Counties League Division One – 20 clubs — 2p, 0–3r Hellenic League Division One – 22 clubs — 2p, 0–3r Spartan South Midlands League Division One – 20 clubs — 2p, 0–3r | Northern League Division Two – 22 clubs — 2p, 0–3r Northern Counties East League League Division One – 22 clubs — 2p, 0–3r North West Counties League Division One North – 18 clubs — 2p, 0–3r North West Counties League Division One South – 18 clubs — 2p, 0–3r Midland League Division One – 22 clubs — 2p, 0–3r United Counties League Division One – 20 clubs — 2p, 0–3r Hellenic League Division One – 22 clubs — 2p, 0–3r Spartan South Midlands League Division One – 20 clubs — 2p, 0–3r | Northern League Division Two – 22 clubs — 2p, 0–3r Northern Counties East League League Division One – 22 clubs — 2p, 0–3r North West Counties League Division One North – 18 clubs — 2p, 0–3r North West Counties League Division One South – 18 clubs — 2p, 0–3r Midland League Division One – 22 clubs — 2p, 0–3r United Counties League Division One – 20 clubs — 2p, 0–3r Hellenic League Division One – 22 clubs — 2p, 0–3r Spartan South Midlands League Division One – 20 clubs — 2p, 0–3r | Northern League Division Two – 22 clubs — 2p, 0–3r Northern Counties East League League Division One – 22 clubs — 2p, 0–3r North West Counties League Division One North – 18 clubs — 2p, 0–3r North West Counties League Division One South – 18 clubs — 2p, 0–3r Midland League Division One – 22 clubs — 2p, 0–3r United Counties League Division One – 20 clubs — 2p, 0–3r Hellenic League Division One – 22 clubs — 2p, 0–3r Spartan South Midlands League Division One – 20 clubs — 2p, 0–3r | Northern League Division Two – 22 clubs — 2p, 0–3r Northern Counties East League League Division One – 22 clubs — 2p, 0–3r North West Counties League Division One North – 18 clubs — 2p, 0–3r North West Counties League Division One South – 18 clubs — 2p, 0–3r Midland League Division One – 22 clubs — 2p, 0–3r United Counties League Division One – 20 clubs — 2p, 0–3r Hellenic League Division One – 22 clubs — 2p, 0–3r Spartan South Midlands League Division One – 20 clubs — 2p, 0–3r | Northern League Division Two – 22 clubs — 2p, 0–3r Northern Counties East League League Division One – 22 clubs — 2p, 0–3r North West Counties League Division One North – 18 clubs — 2p, 0–3r North West Counties League Division One South – 18 clubs — 2p, 0–3r Midland League Division One – 22 clubs — 2p, 0–3r United Counties League Division One – 20 clubs — 2p, 0–3r Hellenic League Division One – 22 clubs — 2p, 0–3r Spartan South Midlands League Division One – 20 clubs — 2p, 0–3r | Northern League Division Two – 22 clubs — 2p, 0–3r Northern Counties East League League Division One – 22 clubs — 2p, 0–3r North West Counties League Division One North – 18 clubs — 2p, 0–3r North West Counties League Division One South – 18 clubs — 2p, 0–3r Midland League Division One – 22 clubs — 2p, 0–3r United Counties League Division One – 20 clubs — 2p, 0–3r Hellenic League Division One – 22 clubs — 2p, 0–3r Spartan South Midlands League Division One – 20 clubs — 2p, 0–3r | Wessex League Division One – 20 clubs — 2p, 0–3r Western League Division One – 22 clubs — 2p, 0–3r South West Peninsula League Premier Division East – 16 clubs — 1p, 0–3r South West Peninsula League Premier Division West – 17 clubs — 1p, 0–3r Combined Counties League Division One – 23 clubs — 2p, 0–3r Eastern Counties League Division One North – 20 clubs — 2p, 0–3r Eastern Counties League Division One South – 20 clubs — 2p, 0–3r Southern Combination Football League Division One – 20 clubs — 2p, 0–3r Southern Counties East League Division One – 18 clubs — 2p, 0–3r | Wessex League Division One – 20 clubs — 2p, 0–3r Western League Division One – 22 clubs — 2p, 0–3r South West Peninsula League Premier Division East – 16 clubs — 1p, 0–3r South West Peninsula League Premier Division West – 17 clubs — 1p, 0–3r Combined Counties League Division One – 23 clubs — 2p, 0–3r Eastern Counties League Division One North – 20 clubs — 2p, 0–3r Eastern Counties League Division One South – 20 clubs — 2p, 0–3r Southern Combination Football League Division One – 20 clubs — 2p, 0–3r Southern Counties East League Division One – 18 clubs — 2p, 0–3r | Wessex League Division One – 20 clubs — 2p, 0–3r Western League Division One – 22 clubs — 2p, 0–3r South West Peninsula League Premier Division East – 16 clubs — 1p, 0–3r South West Peninsula League Premier Division West – 17 clubs — 1p, 0–3r Combined Counties League Division One – 23 clubs — 2p, 0–3r Eastern Counties League Division One North – 20 clubs — 2p, 0–3r Eastern Counties League Division One South – 20 clubs — 2p, 0–3r Southern Combination Football League Division One – 20 clubs — 2p, 0–3r Southern Counties East League Division One – 18 clubs — 2p, 0–3r | Wessex League Division One – 20 clubs — 2p, 0–3r Western League Division One – 22 clubs — 2p, 0–3r South West Peninsula League Premier Division East – 16 clubs — 1p, 0–3r South West Peninsula League Premier Division West – 17 clubs — 1p, 0–3r Combined Counties League Division One – 23 clubs — 2p, 0–3r Eastern Counties League Division One North – 20 clubs — 2p, 0–3r Eastern Counties League Division One South – 20 clubs — 2p, 0–3r Southern Combination Football League Division One – 20 clubs — 2p, 0–3r Southern Counties East League Division One – 18 clubs — 2p, 0–3r | Wessex League Division One – 20 clubs — 2p, 0–3r Western League Division One – 22 clubs — 2p, 0–3r South West Peninsula League Premier Division East – 16 clubs — 1p, 0–3r South West Peninsula League Premier Division West – 17 clubs — 1p, 0–3r Combined Counties League Division One – 23 clubs — 2p, 0–3r Eastern Counties League Division One North – 20 clubs — 2p, 0–3r Eastern Counties League Division One South – 20 clubs — 2p, 0–3r Southern Combination Football League Division One – 20 clubs — 2p, 0–3r Southern Counties East League Division One – 18 clubs — 2p, 0–3r | Wessex League Division One – 20 clubs — 2p, 0–3r Western League Division One – 22 clubs — 2p, 0–3r South West Peninsula League Premier Division East – 16 clubs — 1p, 0–3r South West Peninsula League Premier Division West – 17 clubs — 1p, 0–3r Combined Counties League Division One – 23 clubs — 2p, 0–3r Eastern Counties League Division One North – 20 clubs — 2p, 0–3r Eastern Counties League Division One South – 20 clubs — 2p, 0–3r Southern Combination Football League Division One – 20 clubs — 2p, 0–3r Southern Counties East League Division One – 18 clubs — 2p, 0–3r | Wessex League Division One – 20 clubs — 2p, 0–3r Western League Division One – 22 clubs — 2p, 0–3r South West Peninsula League Premier Division East – 16 clubs — 1p, 0–3r South West Peninsula League Premier Division West – 17 clubs — 1p, 0–3r Combined Counties League Division One – 23 clubs — 2p, 0–3r Eastern Counties League Division One North – 20 clubs — 2p, 0–3r Eastern Counties League Division One South – 20 clubs — 2p, 0–3r Southern Combination Football League Division One – 20 clubs — 2p, 0–3r Southern Counties East League Division One – 18 clubs — 2p, 0–3r | Wessex League Division One – 20 clubs — 2p, 0–3r Western League Division One – 22 clubs — 2p, 0–3r South West Peninsula League Premier Division East – 16 clubs — 1p, 0–3r South West Peninsula League Premier Division West – 17 clubs — 1p, 0–3r Combined Counties League Division One – 23 clubs — 2p, 0–3r Eastern Counties League Division One North – 20 clubs — 2p, 0–3r Eastern Counties League Division One South – 20 clubs — 2p, 0–3r Southern Combination Football League Division One – 20 clubs — 2p, 0–3r Southern Counties East League Division One – 18 clubs — 2p, 0–3r | Wessex League Division One – 20 clubs — 2p, 0–3r Western League Division One – 22 clubs — 2p, 0–3r South West Peninsula League Premier Division East – 16 clubs — 1p, 0–3r South West Peninsula League Premier Division West – 17 clubs — 1p, 0–3r Combined Counties League Division One – 23 clubs — 2p, 0–3r Eastern Counties League Division One North – 20 clubs — 2p, 0–3r Eastern Counties League Division One South – 20 clubs — 2p, 0–3r Southern Combination Football League Division One – 20 clubs — 2p, 0–3r Southern Counties East League Division One – 18 clubs — 2p, 0–3r | Wessex League Division One – 20 clubs — 2p, 0–3r Western League Division One – 22 clubs — 2p, 0–3r South West Peninsula League Premier Division East – 16 clubs — 1p, 0–3r South West Peninsula League Premier Division West – 17 clubs — 1p, 0–3r Combined Counties League Division One – 23 clubs — 2p, 0–3r Eastern Counties League Division One North – 20 clubs — 2p, 0–3r Eastern Counties League Division One South – 20 clubs — 2p, 0–3r Southern Combination Football League Division One – 20 clubs — 2p, 0–3r Southern Counties East League Division One – 18 clubs — 2p, 0–3r | Wessex League Division One – 20 clubs — 2p, 0–3r Western League Division One – 22 clubs — 2p, 0–3r South West Peninsula League Premier Division East – 16 clubs — 1p, 0–3r South West Peninsula League Premier Division West – 17 clubs — 1p, 0–3r Combined Counties League Division One – 23 clubs — 2p, 0–3r Eastern Counties League Division One North – 20 clubs — 2p, 0–3r Eastern Counties League Division One South – 20 clubs — 2p, 0–3r Southern Combination Football League Division One – 20 clubs — 2p, 0–3r Southern Counties East League Division One – 18 clubs — 2p, 0–3r | Wessex League Division One – 20 clubs — 2p, 0–3r Western League Division One – 22 clubs — 2p, 0–3r South West Peninsula League Premier Division East – 16 clubs — 1p, 0–3r South West Peninsula League Premier Division West – 17 clubs — 1p, 0–3r Combined Counties League Division One – 23 clubs — 2p, 0–3r Eastern Counties League Division One North – 20 clubs — 2p, 0–3r Eastern Counties League Division One South – 20 clubs — 2p, 0–3r Southern Combination Football League Division One – 20 clubs — 2p, 0–3r Southern Counties East League Division One – 18 clubs — 2p, 0–3r | Wessex League Division One – 20 clubs — 2p, 0–3r Western League Division One – 22 clubs — 2p, 0–3r South West Peninsula League Premier Division East – 16 clubs — 1p, 0–3r South West Peninsula League Premier Division West – 17 clubs — 1p, 0–3r Combined Counties League Division One – 23 clubs — 2p, 0–3r Eastern Counties League Division One North – 20 clubs — 2p, 0–3r Eastern Counties League Division One South – 20 clubs — 2p, 0–3r Southern Combination Football League Division One – 20 clubs — 2p, 0–3r Southern Counties East League Division One – 18 clubs — 2p, 0–3r | Wessex League Division One – 20 clubs — 2p, 0–3r Western League Division One – 22 clubs — 2p, 0–3r South West Peninsula League Premier Division East – 16 clubs — 1p, 0–3r South West Peninsula League Premier Division West – 17 clubs — 1p, 0–3r Combined Counties League Division One – 23 clubs — 2p, 0–3r Eastern Counties League Division One North – 20 clubs — 2p, 0–3r Eastern Counties League Division One South – 20 clubs — 2p, 0–3r Southern Combination Football League Division One – 20 clubs — 2p, 0–3r Southern Counties East League Division One – 18 clubs — 2p, 0–3r | Wessex League Division One – 20 clubs — 2p, 0–3r Western League Division One – 22 clubs — 2p, 0–3r South West Peninsula League Premier Division East – 16 clubs — 1p, 0–3r South West Peninsula League Premier Division West – 17 clubs — 1p, 0–3r Combined Counties League Division One – 23 clubs — 2p, 0–3r Eastern Counties League Division One North – 20 clubs — 2p, 0–3r Eastern Counties League Division One South – 20 clubs — 2p, 0–3r Southern Combination Football League Division One – 20 clubs — 2p, 0–3r Southern Counties East League Division One – 18 clubs — 2p, 0–3r | Wessex League Division One – 20 clubs — 2p, 0–3r Western League Division One – 22 clubs — 2p, 0–3r South West Peninsula League Premier Division East – 16 clubs — 1p, 0–3r South West Peninsula League Premier Division West – 17 clubs — 1p, 0–3r Combined Counties League Division One – 23 clubs — 2p, 0–3r Eastern Counties League Division One North – 20 clubs — 2p, 0–3r Eastern Counties League Division One South – 20 clubs — 2p, 0–3r Southern Combination Football League Division One – 20 clubs — 2p, 0–3r Southern Counties East League Division One – 18 clubs — 2p, 0–3r |
| 11 (Step 7 - Regional Feeder League) | 787                   | Anglian Combination Premier Division – 16 clubs Bedfordshire County League Premier Division – 14 clubs Cambridgeshire County League Premier Division – 13 clubs Central Midlands League Premier Division North – 16 clubs Central Midlands League Premier Division South – 18 clubs Cheshire League Premier Division – 16 clubs Devon Football League – 18 clubs Dorset Premier League – 17 clubs Essex Alliance League – 16 clubs Essex & Suffolk Border League Premier Division – 16 clubs Essex Olympian League Premier Division – 14 clubs Gloucestershire County League – 16 clubs Hampshire Premier League Senior Division – 16 clubs Herefordshire Football League Premier Division – 14 clubs Hertfordshire Senior County League Premier Division – 18 clubs Humber Premier League Premier Division – 16 clubs Isle of Wight Saturday League Division One – 12 clubs Kent County League Premier Division – 17 clubs Leicestershire Senior League Premier Division – 16 clubs Lincolnshire League – 18 clubs Liverpool County Premier League Premier Division – 14 clubs Manchester League Premier Division – 16 clubs Mid-Sussex League Premier Division – 14 clubs Middlesex County League Premier Division – 17 clubs Midland League Division Two – 16 clubs | Anglian Combination Premier Division – 16 clubs Bedfordshire County League Premier Division – 14 clubs Cambridgeshire County League Premier Division – 13 clubs Central Midlands League Premier Division North – 16 clubs Central Midlands League Premier Division South – 18 clubs Cheshire League Premier Division – 16 clubs Devon Football League – 18 clubs Dorset Premier League – 17 clubs Essex Alliance League – 16 clubs Essex & Suffolk Border League Premier Division – 16 clubs Essex Olympian League Premier Division – 14 clubs Gloucestershire County League – 16 clubs Hampshire Premier League Senior Division – 16 clubs Herefordshire Football League Premier Division – 14 clubs Hertfordshire Senior County League Premier Division – 18 clubs Humber Premier League Premier Division – 16 clubs Isle of Wight Saturday League Division One – 12 clubs Kent County League Premier Division – 17 clubs Leicestershire Senior League Premier Division – 16 clubs Lincolnshire League – 18 clubs Liverpool County Premier League Premier Division – 14 clubs Manchester League Premier Division – 16 clubs Mid-Sussex League Premier Division – 14 clubs Middlesex County League Premier Division – 17 clubs Midland League Division Two – 16 clubs | Anglian Combination Premier Division – 16 clubs Bedfordshire County League Premier Division – 14 clubs Cambridgeshire County League Premier Division – 13 clubs Central Midlands League Premier Division North – 16 clubs Central Midlands League Premier Division South – 18 clubs Cheshire League Premier Division – 16 clubs Devon Football League – 18 clubs Dorset Premier League – 17 clubs Essex Alliance League – 16 clubs Essex & Suffolk Border League Premier Division – 16 clubs Essex Olympian League Premier Division – 14 clubs Gloucestershire County League – 16 clubs Hampshire Premier League Senior Division – 16 clubs Herefordshire Football League Premier Division – 14 clubs Hertfordshire Senior County League Premier Division – 18 clubs Humber Premier League Premier Division – 16 clubs Isle of Wight Saturday League Division One – 12 clubs Kent County League Premier Division – 17 clubs Leicestershire Senior League Premier Division – 16 clubs Lincolnshire League – 18 clubs Liverpool County Premier League Premier Division – 14 clubs Manchester League Premier Division – 16 clubs Mid-Sussex League Premier Division – 14 clubs Middlesex County League Premier Division – 17 clubs Midland League Division Two – 16 clubs | Anglian Combination Premier Division – 16 clubs Bedfordshire County League Premier Division – 14 clubs Cambridgeshire County League Premier Division – 13 clubs Central Midlands League Premier Division North – 16 clubs Central Midlands League Premier Division South – 18 clubs Cheshire League Premier Division – 16 clubs Devon Football League – 18 clubs Dorset Premier League – 17 clubs Essex Alliance League – 16 clubs Essex & Suffolk Border League Premier Division – 16 clubs Essex Olympian League Premier Division – 14 clubs Gloucestershire County League – 16 clubs Hampshire Premier League Senior Division – 16 clubs Herefordshire Football League Premier Division – 14 clubs Hertfordshire Senior County League Premier Division – 18 clubs Humber Premier League Premier Division – 16 clubs Isle of Wight Saturday League Division One – 12 clubs Kent County League Premier Division – 17 clubs Leicestershire Senior League Premier Division – 16 clubs Lincolnshire League – 18 clubs Liverpool County Premier League Premier Division – 14 clubs Manchester League Premier Division – 16 clubs Mid-Sussex League Premier Division – 14 clubs Middlesex County League Premier Division – 17 clubs Midland League Division Two – 16 clubs | Anglian Combination Premier Division – 16 clubs Bedfordshire County League Premier Division – 14 clubs Cambridgeshire County League Premier Division – 13 clubs Central Midlands League Premier Division North – 16 clubs Central Midlands League Premier Division South – 18 clubs Cheshire League Premier Division – 16 clubs Devon Football League – 18 clubs Dorset Premier League – 17 clubs Essex Alliance League – 16 clubs Essex & Suffolk Border League Premier Division – 16 clubs Essex Olympian League Premier Division – 14 clubs Gloucestershire County League – 16 clubs Hampshire Premier League Senior Division – 16 clubs Herefordshire Football League Premier Division – 14 clubs Hertfordshire Senior County League Premier Division – 18 clubs Humber Premier League Premier Division – 16 clubs Isle of Wight Saturday League Division One – 12 clubs Kent County League Premier Division – 17 clubs Leicestershire Senior League Premier Division – 16 clubs Lincolnshire League – 18 clubs Liverpool County Premier League Premier Division – 14 clubs Manchester League Premier Division – 16 clubs Mid-Sussex League Premier Division – 14 clubs Middlesex County League Premier Division – 17 clubs Midland League Division Two – 16 clubs | Anglian Combination Premier Division – 16 clubs Bedfordshire County League Premier Division – 14 clubs Cambridgeshire County League Premier Division – 13 clubs Central Midlands League Premier Division North – 16 clubs Central Midlands League Premier Division South – 18 clubs Cheshire League Premier Division – 16 clubs Devon Football League – 18 clubs Dorset Premier League – 17 clubs Essex Alliance League – 16 clubs Essex & Suffolk Border League Premier Division – 16 clubs Essex Olympian League Premier Division – 14 clubs Gloucestershire County League – 16 clubs Hampshire Premier League Senior Division – 16 clubs Herefordshire Football League Premier Division – 14 clubs Hertfordshire Senior County League Premier Division – 18 clubs Humber Premier League Premier Division – 16 clubs Isle of Wight Saturday League Division One – 12 clubs Kent County League Premier Division – 17 clubs Leicestershire Senior League Premier Division – 16 clubs Lincolnshire League – 18 clubs Liverpool County Premier League Premier Division – 14 clubs Manchester League Premier Division – 16 clubs Mid-Sussex League Premier Division – 14 clubs Middlesex County League Premier Division – 17 clubs Midland League Division Two – 16 clubs | Anglian Combination Premier Division – 16 clubs Bedfordshire County League Premier Division – 14 clubs Cambridgeshire County League Premier Division – 13 clubs Central Midlands League Premier Division North – 16 clubs Central Midlands League Premier Division South – 18 clubs Cheshire League Premier Division – 16 clubs Devon Football League – 18 clubs Dorset Premier League – 17 clubs Essex Alliance League – 16 clubs Essex & Suffolk Border League Premier Division – 16 clubs Essex Olympian League Premier Division – 14 clubs Gloucestershire County League – 16 clubs Hampshire Premier League Senior Division – 16 clubs Herefordshire Football League Premier Division – 14 clubs Hertfordshire Senior County League Premier Division – 18 clubs Humber Premier League Premier Division – 16 clubs Isle of Wight Saturday League Division One – 12 clubs Kent County League Premier Division – 17 clubs Leicestershire Senior League Premier Division – 16 clubs Lincolnshire League – 18 clubs Liverpool County Premier League Premier Division – 14 clubs Manchester League Premier Division – 16 clubs Mid-Sussex League Premier Division – 14 clubs Middlesex County League Premier Division – 17 clubs Midland League Division Two – 16 clubs | Anglian Combination Premier Division – 16 clubs Bedfordshire County League Premier Division – 14 clubs Cambridgeshire County League Premier Division – 13 clubs Central Midlands League Premier Division North – 16 clubs Central Midlands League Premier Division South – 18 clubs Cheshire League Premier Division – 16 clubs Devon Football League – 18 clubs Dorset Premier League – 17 clubs Essex Alliance League – 16 clubs Essex & Suffolk Border League Premier Division – 16 clubs Essex Olympian League Premier Division – 14 clubs Gloucestershire County League – 16 clubs Hampshire Premier League Senior Division – 16 clubs Herefordshire Football League Premier Division – 14 clubs Hertfordshire Senior County League Premier Division – 18 clubs Humber Premier League Premier Division – 16 clubs Isle of Wight Saturday League Division One – 12 clubs Kent County League Premier Division – 17 clubs Leicestershire Senior League Premier Division – 16 clubs Lincolnshire League – 18 clubs Liverpool County Premier League Premier Division – 14 clubs Manchester League Premier Division – 16 clubs Mid-Sussex League Premier Division – 14 clubs Middlesex County League Premier Division – 17 clubs Midland League Division Two – 16 clubs | Anglian Combination Premier Division – 16 clubs Bedfordshire County League Premier Division – 14 clubs Cambridgeshire County League Premier Division – 13 clubs Central Midlands League Premier Division North – 16 clubs Central Midlands League Premier Division South – 18 clubs Cheshire League Premier Division – 16 clubs Devon Football League – 18 clubs Dorset Premier League – 17 clubs Essex Alliance League – 16 clubs Essex & Suffolk Border League Premier Division – 16 clubs Essex Olympian League Premier Division – 14 clubs Gloucestershire County League – 16 clubs Hampshire Premier League Senior Division – 16 clubs Herefordshire Football League Premier Division – 14 clubs Hertfordshire Senior County League Premier Division – 18 clubs Humber Premier League Premier Division – 16 clubs Isle of Wight Saturday League Division One – 12 clubs Kent County League Premier Division – 17 clubs Leicestershire Senior League Premier Division – 16 clubs Lincolnshire League – 18 clubs Liverpool County Premier League Premier Division – 14 clubs Manchester League Premier Division – 16 clubs Mid-Sussex League Premier Division – 14 clubs Middlesex County League Premier Division – 17 clubs Midland League Division Two – 16 clubs | Anglian Combination Premier Division – 16 clubs Bedfordshire County League Premier Division – 14 clubs Cambridgeshire County League Premier Division – 13 clubs Central Midlands League Premier Division North – 16 clubs Central Midlands League Premier Division South – 18 clubs Cheshire League Premier Division – 16 clubs Devon Football League – 18 clubs Dorset Premier League – 17 clubs Essex Alliance League – 16 clubs Essex & Suffolk Border League Premier Division – 16 clubs Essex Olympian League Premier Division – 14 clubs Gloucestershire County League – 16 clubs Hampshire Premier League Senior Division – 16 clubs Herefordshire Football League Premier Division – 14 clubs Hertfordshire Senior County League Premier Division – 18 clubs Humber Premier League Premier Division – 16 clubs Isle of Wight Saturday League Division One – 12 clubs Kent County League Premier Division – 17 clubs Leicestershire Senior League Premier Division – 16 clubs Lincolnshire League – 18 clubs Liverpool County Premier League Premier Division – 14 clubs Manchester League Premier Division – 16 clubs Mid-Sussex League Premier Division – 14 clubs Middlesex County League Premier Division – 17 clubs Midland League Division Two – 16 clubs | Anglian Combination Premier Division – 16 clubs Bedfordshire County League Premier Division – 14 clubs Cambridgeshire County League Premier Division – 13 clubs Central Midlands League Premier Division North – 16 clubs Central Midlands League Premier Division South – 18 clubs Cheshire League Premier Division – 16 clubs Devon Football League – 18 clubs Dorset Premier League – 17 clubs Essex Alliance League – 16 clubs Essex & Suffolk Border League Premier Division – 16 clubs Essex Olympian League Premier Division – 14 clubs Gloucestershire County League – 16 clubs Hampshire Premier League Senior Division – 16 clubs Herefordshire Football League Premier Division – 14 clubs Hertfordshire Senior County League Premier Division – 18 clubs Humber Premier League Premier Division – 16 clubs Isle of Wight Saturday League Division One – 12 clubs Kent County League Premier Division – 17 clubs Leicestershire Senior League Premier Division – 16 clubs Lincolnshire League – 18 clubs Liverpool County Premier League Premier Division – 14 clubs Manchester League Premier Division – 16 clubs Mid-Sussex League Premier Division – 14 clubs Middlesex County League Premier Division – 17 clubs Midland League Division Two – 16 clubs | Anglian Combination Premier Division – 16 clubs Bedfordshire County League Premier Division – 14 clubs Cambridgeshire County League Premier Division – 13 clubs Central Midlands League Premier Division North – 16 clubs Central Midlands League Premier Division South – 18 clubs Cheshire League Premier Division – 16 clubs Devon Football League – 18 clubs Dorset Premier League – 17 clubs Essex Alliance League – 16 clubs Essex & Suffolk Border League Premier Division – 16 clubs Essex Olympian League Premier Division – 14 clubs Gloucestershire County League – 16 clubs Hampshire Premier League Senior Division – 16 clubs Herefordshire Football League Premier Division – 14 clubs Hertfordshire Senior County League Premier Division – 18 clubs Humber Premier League Premier Division – 16 clubs Isle of Wight Saturday League Division One – 12 clubs Kent County League Premier Division – 17 clubs Leicestershire Senior League Premier Division – 16 clubs Lincolnshire League – 18 clubs Liverpool County Premier League Premier Division – 14 clubs Manchester League Premier Division – 16 clubs Mid-Sussex League Premier Division – 14 clubs Middlesex County League Premier Division – 17 clubs Midland League Division Two – 16 clubs | Anglian Combination Premier Division – 16 clubs Bedfordshire County League Premier Division – 14 clubs Cambridgeshire County League Premier Division – 13 clubs Central Midlands League Premier Division North – 16 clubs Central Midlands League Premier Division South – 18 clubs Cheshire League Premier Division – 16 clubs Devon Football League – 18 clubs Dorset Premier League – 17 clubs Essex Alliance League – 16 clubs Essex & Suffolk Border League Premier Division – 16 clubs Essex Olympian League Premier Division – 14 clubs Gloucestershire County League – 16 clubs Hampshire Premier League Senior Division – 16 clubs Herefordshire Football League Premier Division – 14 clubs Hertfordshire Senior County League Premier Division – 18 clubs Humber Premier League Premier Division – 16 clubs Isle of Wight Saturday League Division One – 12 clubs Kent County League Premier Division – 17 clubs Leicestershire Senior League Premier Division – 16 clubs Lincolnshire League – 18 clubs Liverpool County Premier League Premier Division – 14 clubs Manchester League Premier Division – 16 clubs Mid-Sussex League Premier Division – 14 clubs Middlesex County League Premier Division – 17 clubs Midland League Division Two – 16 clubs | Anglian Combination Premier Division – 16 clubs Bedfordshire County League Premier Division – 14 clubs Cambridgeshire County League Premier Division – 13 clubs Central Midlands League Premier Division North – 16 clubs Central Midlands League Premier Division South – 18 clubs Cheshire League Premier Division – 16 clubs Devon Football League – 18 clubs Dorset Premier League – 17 clubs Essex Alliance League – 16 clubs Essex & Suffolk Border League Premier Division – 16 clubs Essex Olympian League Premier Division – 14 clubs Gloucestershire County League – 16 clubs Hampshire Premier League Senior Division – 16 clubs Herefordshire Football League Premier Division – 14 clubs Hertfordshire Senior County League Premier Division – 18 clubs Humber Premier League Premier Division – 16 clubs Isle of Wight Saturday League Division One – 12 clubs Kent County League Premier Division – 17 clubs Leicestershire Senior League Premier Division – 16 clubs Lincolnshire League – 18 clubs Liverpool County Premier League Premier Division – 14 clubs Manchester League Premier Division – 16 clubs Mid-Sussex League Premier Division – 14 clubs Middlesex County League Premier Division – 17 clubs Midland League Division Two – 16 clubs | Anglian Combination Premier Division – 16 clubs Bedfordshire County League Premier Division – 14 clubs Cambridgeshire County League Premier Division – 13 clubs Central Midlands League Premier Division North – 16 clubs Central Midlands League Premier Division South – 18 clubs Cheshire League Premier Division – 16 clubs Devon Football League – 18 clubs Dorset Premier League – 17 clubs Essex Alliance League – 16 clubs Essex & Suffolk Border League Premier Division – 16 clubs Essex Olympian League Premier Division – 14 clubs Gloucestershire County League – 16 clubs Hampshire Premier League Senior Division – 16 clubs Herefordshire Football League Premier Division – 14 clubs Hertfordshire Senior County League Premier Division – 18 clubs Humber Premier League Premier Division – 16 clubs Isle of Wight Saturday League Division One – 12 clubs Kent County League Premier Division – 17 clubs Leicestershire Senior League Premier Division – 16 clubs Lincolnshire League – 18 clubs Liverpool County Premier League Premier Division – 14 clubs Manchester League Premier Division – 16 clubs Mid-Sussex League Premier Division – 14 clubs Middlesex County League Premier Division – 17 clubs Midland League Division Two – 16 clubs | Anglian Combination Premier Division – 16 clubs Bedfordshire County League Premier Division – 14 clubs Cambridgeshire County League Premier Division – 13 clubs Central Midlands League Premier Division North – 16 clubs Central Midlands League Premier Division South – 18 clubs Cheshire League Premier Division – 16 clubs Devon Football League – 18 clubs Dorset Premier League – 17 clubs Essex Alliance League – 16 clubs Essex & Suffolk Border League Premier Division – 16 clubs Essex Olympian League Premier Division – 14 clubs Gloucestershire County League – 16 clubs Hampshire Premier League Senior Division – 16 clubs Herefordshire Football League Premier Division – 14 clubs Hertfordshire Senior County League Premier Division – 18 clubs Humber Premier League Premier Division – 16 clubs Isle of Wight Saturday League Division One – 12 clubs Kent County League Premier Division – 17 clubs Leicestershire Senior League Premier Division – 16 clubs Lincolnshire League – 18 clubs Liverpool County Premier League Premier Division – 14 clubs Manchester League Premier Division – 16 clubs Mid-Sussex League Premier Division – 14 clubs Middlesex County League Premier Division – 17 clubs Midland League Division Two – 16 clubs | Northamptonshire Combination League Premier Division – 17 clubs Northern Alliance Premier Division – 16 clubs North Riding League Premier Division – 15 clubs Nottinghamshire Senior League Senior Division – 20 clubs Oxfordshire Senior League Premier Division – 14 clubs Peterborough & District League Premier Division – 17 clubs Sheffield & Hallamshire County Senior League Premier Division – 15 clubs Shropshire County Football League Premier Division – 17 clubs Somerset County League Premier Division – 16 clubs Southern Combination League Division Two – 13 clubs Spartan South Midlands League Division Two – 18 clubs St Piran League Premier Division East – 14 clubs St Piran League Premier Division West – 15 clubs Staffordshire County Senior League Premier Division – 18 clubs Suffolk & Ipswich League Senior Division – 17 clubs Surrey Premier County Football League – 15 clubs Thames Valley Premier League Premier Division – 14 clubs Wearside League Premier Division – 18 clubs West Cheshire League Division One – 16 clubs West Lancashire League Premier Division – 17 clubs West Midlands (Regional) League Division One – 16 clubs West Yorkshire League Premier Division – 16 clubs Wiltshire Senior League Premier Division – 18 clubs York League Premier Division – 14 clubs Yorkshire Amateur League Supreme Division – 15 clubs | Northamptonshire Combination League Premier Division – 17 clubs Northern Alliance Premier Division – 16 clubs North Riding League Premier Division – 15 clubs Nottinghamshire Senior League Senior Division – 20 clubs Oxfordshire Senior League Premier Division – 14 clubs Peterborough & District League Premier Division – 17 clubs Sheffield & Hallamshire County Senior League Premier Division – 15 clubs Shropshire County Football League Premier Division – 17 clubs Somerset County League Premier Division – 16 clubs Southern Combination League Division Two – 13 clubs Spartan South Midlands League Division Two – 18 clubs St Piran League Premier Division East – 14 clubs St Piran League Premier Division West – 15 clubs Staffordshire County Senior League Premier Division – 18 clubs Suffolk & Ipswich League Senior Division – 17 clubs Surrey Premier County Football League – 15 clubs Thames Valley Premier League Premier Division – 14 clubs Wearside League Premier Division – 18 clubs West Cheshire League Division One – 16 clubs West Lancashire League Premier Division – 17 clubs West Midlands (Regional) League Division One – 16 clubs West Yorkshire League Premier Division – 16 clubs Wiltshire Senior League Premier Division – 18 clubs York League Premier Division – 14 clubs Yorkshire Amateur League Supreme Division – 15 clubs | Northamptonshire Combination League Premier Division – 17 clubs Northern Alliance Premier Division – 16 clubs North Riding League Premier Division – 15 clubs Nottinghamshire Senior League Senior Division – 20 clubs Oxfordshire Senior League Premier Division – 14 clubs Peterborough & District League Premier Division – 17 clubs Sheffield & Hallamshire County Senior League Premier Division – 15 clubs Shropshire County Football League Premier Division – 17 clubs Somerset County League Premier Division – 16 clubs Southern Combination League Division Two – 13 clubs Spartan South Midlands League Division Two – 18 clubs St Piran League Premier Division East – 14 clubs St Piran League Premier Division West – 15 clubs Staffordshire County Senior League Premier Division – 18 clubs Suffolk & Ipswich League Senior Division – 17 clubs Surrey Premier County Football League – 15 clubs Thames Valley Premier League Premier Division – 14 clubs Wearside League Premier Division – 18 clubs West Cheshire League Division One – 16 clubs West Lancashire League Premier Division – 17 clubs West Midlands (Regional) League Division One – 16 clubs West Yorkshire League Premier Division – 16 clubs Wiltshire Senior League Premier Division – 18 clubs York League Premier Division – 14 clubs Yorkshire Amateur League Supreme Division – 15 clubs | Northamptonshire Combination League Premier Division – 17 clubs Northern Alliance Premier Division – 16 clubs North Riding League Premier Division – 15 clubs Nottinghamshire Senior League Senior Division – 20 clubs Oxfordshire Senior League Premier Division – 14 clubs Peterborough & District League Premier Division – 17 clubs Sheffield & Hallamshire County Senior League Premier Division – 15 clubs Shropshire County Football League Premier Division – 17 clubs Somerset County League Premier Division – 16 clubs Southern Combination League Division Two – 13 clubs Spartan South Midlands League Division Two – 18 clubs St Piran League Premier Division East – 14 clubs St Piran League Premier Division West – 15 clubs Staffordshire County Senior League Premier Division – 18 clubs Suffolk & Ipswich League Senior Division – 17 clubs Surrey Premier County Football League – 15 clubs Thames Valley Premier League Premier Division – 14 clubs Wearside League Premier Division – 18 clubs West Cheshire League Division One – 16 clubs West Lancashire League Premier Division – 17 clubs West Midlands (Regional) League Division One – 16 clubs West Yorkshire League Premier Division – 16 clubs Wiltshire Senior League Premier Division – 18 clubs York League Premier Division – 14 clubs Yorkshire Amateur League Supreme Division – 15 clubs | Northamptonshire Combination League Premier Division – 17 clubs Northern Alliance Premier Division – 16 clubs North Riding League Premier Division – 15 clubs Nottinghamshire Senior League Senior Division – 20 clubs Oxfordshire Senior League Premier Division – 14 clubs Peterborough & District League Premier Division – 17 clubs Sheffield & Hallamshire County Senior League Premier Division – 15 clubs Shropshire County Football League Premier Division – 17 clubs Somerset County League Premier Division – 16 clubs Southern Combination League Division Two – 13 clubs Spartan South Midlands League Division Two – 18 clubs St Piran League Premier Division East – 14 clubs St Piran League Premier Division West – 15 clubs Staffordshire County Senior League Premier Division – 18 clubs Suffolk & Ipswich League Senior Division – 17 clubs Surrey Premier County Football League – 15 clubs Thames Valley Premier League Premier Division – 14 clubs Wearside League Premier Division – 18 clubs West Cheshire League Division One – 16 clubs West Lancashire League Premier Division – 17 clubs West Midlands (Regional) League Division One – 16 clubs West Yorkshire League Premier Division – 16 clubs Wiltshire Senior League Premier Division – 18 clubs York League Premier Division – 14 clubs Yorkshire Amateur League Supreme Division – 15 clubs | Northamptonshire Combination League Premier Division – 17 clubs Northern Alliance Premier Division – 16 clubs North Riding League Premier Division – 15 clubs Nottinghamshire Senior League Senior Division – 20 clubs Oxfordshire Senior League Premier Division – 14 clubs Peterborough & District League Premier Division – 17 clubs Sheffield & Hallamshire County Senior League Premier Division – 15 clubs Shropshire County Football League Premier Division – 17 clubs Somerset County League Premier Division – 16 clubs Southern Combination League Division Two – 13 clubs Spartan South Midlands League Division Two – 18 clubs St Piran League Premier Division East – 14 clubs St Piran League Premier Division West – 15 clubs Staffordshire County Senior League Premier Division – 18 clubs Suffolk & Ipswich League Senior Division – 17 clubs Surrey Premier County Football League – 15 clubs Thames Valley Premier League Premier Division – 14 clubs Wearside League Premier Division – 18 clubs West Cheshire League Division One – 16 clubs West Lancashire League Premier Division – 17 clubs West Midlands (Regional) League Division One – 16 clubs West Yorkshire League Premier Division – 16 clubs Wiltshire Senior League Premier Division – 18 clubs York League Premier Division – 14 clubs Yorkshire Amateur League Supreme Division – 15 clubs | Northamptonshire Combination League Premier Division – 17 clubs Northern Alliance Premier Division – 16 clubs North Riding League Premier Division – 15 clubs Nottinghamshire Senior League Senior Division – 20 clubs Oxfordshire Senior League Premier Division – 14 clubs Peterborough & District League Premier Division – 17 clubs Sheffield & Hallamshire County Senior League Premier Division – 15 clubs Shropshire County Football League Premier Division – 17 clubs Somerset County League Premier Division – 16 clubs Southern Combination League Division Two – 13 clubs Spartan South Midlands League Division Two – 18 clubs St Piran League Premier Division East – 14 clubs St Piran League Premier Division West – 15 clubs Staffordshire County Senior League Premier Division – 18 clubs Suffolk & Ipswich League Senior Division – 17 clubs Surrey Premier County Football League – 15 clubs Thames Valley Premier League Premier Division – 14 clubs Wearside League Premier Division – 18 clubs West Cheshire League Division One – 16 clubs West Lancashire League Premier Division – 17 clubs West Midlands (Regional) League Division One – 16 clubs West Yorkshire League Premier Division – 16 clubs Wiltshire Senior League Premier Division – 18 clubs York League Premier Division – 14 clubs Yorkshire Amateur League Supreme Division – 15 clubs | Northamptonshire Combination League Premier Division – 17 clubs Northern Alliance Premier Division – 16 clubs North Riding League Premier Division – 15 clubs Nottinghamshire Senior League Senior Division – 20 clubs Oxfordshire Senior League Premier Division – 14 clubs Peterborough & District League Premier Division – 17 clubs Sheffield & Hallamshire County Senior League Premier Division – 15 clubs Shropshire County Football League Premier Division – 17 clubs Somerset County League Premier Division – 16 clubs Southern Combination League Division Two – 13 clubs Spartan South Midlands League Division Two – 18 clubs St Piran League Premier Division East – 14 clubs St Piran League Premier Division West – 15 clubs Staffordshire County Senior League Premier Division – 18 clubs Suffolk & Ipswich League Senior Division – 17 clubs Surrey Premier County Football League – 15 clubs Thames Valley Premier League Premier Division – 14 clubs Wearside League Premier Division – 18 clubs West Cheshire League Division One – 16 clubs West Lancashire League Premier Division – 17 clubs West Midlands (Regional) League Division One – 16 clubs West Yorkshire League Premier Division – 16 clubs Wiltshire Senior League Premier Division – 18 clubs York League Premier Division – 14 clubs Yorkshire Amateur League Supreme Division – 15 clubs | Northamptonshire Combination League Premier Division – 17 clubs Northern Alliance Premier Division – 16 clubs North Riding League Premier Division – 15 clubs Nottinghamshire Senior League Senior Division – 20 clubs Oxfordshire Senior League Premier Division – 14 clubs Peterborough & District League Premier Division – 17 clubs Sheffield & Hallamshire County Senior League Premier Division – 15 clubs Shropshire County Football League Premier Division – 17 clubs Somerset County League Premier Division – 16 clubs Southern Combination League Division Two – 13 clubs Spartan South Midlands League Division Two – 18 clubs St Piran League Premier Division East – 14 clubs St Piran League Premier Division West – 15 clubs Staffordshire County Senior League Premier Division – 18 clubs Suffolk & Ipswich League Senior Division – 17 clubs Surrey Premier County Football League – 15 clubs Thames Valley Premier League Premier Division – 14 clubs Wearside League Premier Division – 18 clubs West Cheshire League Division One – 16 clubs West Lancashire League Premier Division – 17 clubs West Midlands (Regional) League Division One – 16 clubs West Yorkshire League Premier Division – 16 clubs Wiltshire Senior League Premier Division – 18 clubs York League Premier Division – 14 clubs Yorkshire Amateur League Supreme Division – 15 clubs | Northamptonshire Combination League Premier Division – 17 clubs Northern Alliance Premier Division – 16 clubs North Riding League Premier Division – 15 clubs Nottinghamshire Senior League Senior Division – 20 clubs Oxfordshire Senior League Premier Division – 14 clubs Peterborough & District League Premier Division – 17 clubs Sheffield & Hallamshire County Senior League Premier Division – 15 clubs Shropshire County Football League Premier Division – 17 clubs Somerset County League Premier Division – 16 clubs Southern Combination League Division Two – 13 clubs Spartan South Midlands League Division Two – 18 clubs St Piran League Premier Division East – 14 clubs St Piran League Premier Division West – 15 clubs Staffordshire County Senior League Premier Division – 18 clubs Suffolk & Ipswich League Senior Division – 17 clubs Surrey Premier County Football League – 15 clubs Thames Valley Premier League Premier Division – 14 clubs Wearside League Premier Division – 18 clubs West Cheshire League Division One – 16 clubs West Lancashire League Premier Division – 17 clubs West Midlands (Regional) League Division One – 16 clubs West Yorkshire League Premier Division – 16 clubs Wiltshire Senior League Premier Division – 18 clubs York League Premier Division – 14 clubs Yorkshire Amateur League Supreme Division – 15 clubs | Northamptonshire Combination League Premier Division – 17 clubs Northern Alliance Premier Division – 16 clubs North Riding League Premier Division – 15 clubs Nottinghamshire Senior League Senior Division – 20 clubs Oxfordshire Senior League Premier Division – 14 clubs Peterborough & District League Premier Division – 17 clubs Sheffield & Hallamshire County Senior League Premier Division – 15 clubs Shropshire County Football League Premier Division – 17 clubs Somerset County League Premier Division – 16 clubs Southern Combination League Division Two – 13 clubs Spartan South Midlands League Division Two – 18 clubs St Piran League Premier Division East – 14 clubs St Piran League Premier Division West – 15 clubs Staffordshire County Senior League Premier Division – 18 clubs Suffolk & Ipswich League Senior Division – 17 clubs Surrey Premier County Football League – 15 clubs Thames Valley Premier League Premier Division – 14 clubs Wearside League Premier Division – 18 clubs West Cheshire League Division One – 16 clubs West Lancashire League Premier Division – 17 clubs West Midlands (Regional) League Division One – 16 clubs West Yorkshire League Premier Division – 16 clubs Wiltshire Senior League Premier Division – 18 clubs York League Premier Division – 14 clubs Yorkshire Amateur League Supreme Division – 15 clubs | Northamptonshire Combination League Premier Division – 17 clubs Northern Alliance Premier Division – 16 clubs North Riding League Premier Division – 15 clubs Nottinghamshire Senior League Senior Division – 20 clubs Oxfordshire Senior League Premier Division – 14 clubs Peterborough & District League Premier Division – 17 clubs Sheffield & Hallamshire County Senior League Premier Division – 15 clubs Shropshire County Football League Premier Division – 17 clubs Somerset County League Premier Division – 16 clubs Southern Combination League Division Two – 13 clubs Spartan South Midlands League Division Two – 18 clubs St Piran League Premier Division East – 14 clubs St Piran League Premier Division West – 15 clubs Staffordshire County Senior League Premier Division – 18 clubs Suffolk & Ipswich League Senior Division – 17 clubs Surrey Premier County Football League – 15 clubs Thames Valley Premier League Premier Division – 14 clubs Wearside League Premier Division – 18 clubs West Cheshire League Division One – 16 clubs West Lancashire League Premier Division – 17 clubs West Midlands (Regional) League Division One – 16 clubs West Yorkshire League Premier Division – 16 clubs Wiltshire Senior League Premier Division – 18 clubs York League Premier Division – 14 clubs Yorkshire Amateur League Supreme Division – 15 clubs | Northamptonshire Combination League Premier Division – 17 clubs Northern Alliance Premier Division – 16 clubs North Riding League Premier Division – 15 clubs Nottinghamshire Senior League Senior Division – 20 clubs Oxfordshire Senior League Premier Division – 14 clubs Peterborough & District League Premier Division – 17 clubs Sheffield & Hallamshire County Senior League Premier Division – 15 clubs Shropshire County Football League Premier Division – 17 clubs Somerset County League Premier Division – 16 clubs Southern Combination League Division Two – 13 clubs Spartan South Midlands League Division Two – 18 clubs St Piran League Premier Division East – 14 clubs St Piran League Premier Division West – 15 clubs Staffordshire County Senior League Premier Division – 18 clubs Suffolk & Ipswich League Senior Division – 17 clubs Surrey Premier County Football League – 15 clubs Thames Valley Premier League Premier Division – 14 clubs Wearside League Premier Division – 18 clubs West Cheshire League Division One – 16 clubs West Lancashire League Premier Division – 17 clubs West Midlands (Regional) League Division One – 16 clubs West Yorkshire League Premier Division – 16 clubs Wiltshire Senior League Premier Division – 18 clubs York League Premier Division – 14 clubs Yorkshire Amateur League Supreme Division – 15 clubs | Northamptonshire Combination League Premier Division – 17 clubs Northern Alliance Premier Division – 16 clubs North Riding League Premier Division – 15 clubs Nottinghamshire Senior League Senior Division – 20 clubs Oxfordshire Senior League Premier Division – 14 clubs Peterborough & District League Premier Division – 17 clubs Sheffield & Hallamshire County Senior League Premier Division – 15 clubs Shropshire County Football League Premier Division – 17 clubs Somerset County League Premier Division – 16 clubs Southern Combination League Division Two – 13 clubs Spartan South Midlands League Division Two – 18 clubs St Piran League Premier Division East – 14 clubs St Piran League Premier Division West – 15 clubs Staffordshire County Senior League Premier Division – 18 clubs Suffolk & Ipswich League Senior Division – 17 clubs Surrey Premier County Football League – 15 clubs Thames Valley Premier League Premier Division – 14 clubs Wearside League Premier Division – 18 clubs West Cheshire League Division One – 16 clubs West Lancashire League Premier Division – 17 clubs West Midlands (Regional) League Division One – 16 clubs West Yorkshire League Premier Division – 16 clubs Wiltshire Senior League Premier Division – 18 clubs York League Premier Division – 14 clubs Yorkshire Amateur League Supreme Division – 15 clubs | Northamptonshire Combination League Premier Division – 17 clubs Northern Alliance Premier Division – 16 clubs North Riding League Premier Division – 15 clubs Nottinghamshire Senior League Senior Division – 20 clubs Oxfordshire Senior League Premier Division – 14 clubs Peterborough & District League Premier Division – 17 clubs Sheffield & Hallamshire County Senior League Premier Division – 15 clubs Shropshire County Football League Premier Division – 17 clubs Somerset County League Premier Division – 16 clubs Southern Combination League Division Two – 13 clubs Spartan South Midlands League Division Two – 18 clubs St Piran League Premier Division East – 14 clubs St Piran League Premier Division West – 15 clubs Staffordshire County Senior League Premier Division – 18 clubs Suffolk & Ipswich League Senior Division – 17 clubs Surrey Premier County Football League – 15 clubs Thames Valley Premier League Premier Division – 14 clubs Wearside League Premier Division – 18 clubs West Cheshire League Division One – 16 clubs West Lancashire League Premier Division – 17 clubs West Midlands (Regional) League Division One – 16 clubs West Yorkshire League Premier Division – 16 clubs Wiltshire Senior League Premier Division – 18 clubs York League Premier Division – 14 clubs Yorkshire Amateur League Supreme Division – 15 clubs | Northamptonshire Combination League Premier Division – 17 clubs Northern Alliance Premier Division – 16 clubs North Riding League Premier Division – 15 clubs Nottinghamshire Senior League Senior Division – 20 clubs Oxfordshire Senior League Premier Division – 14 clubs Peterborough & District League Premier Division – 17 clubs Sheffield & Hallamshire County Senior League Premier Division – 15 clubs Shropshire County Football League Premier Division – 17 clubs Somerset County League Premier Division – 16 clubs Southern Combination League Division Two – 13 clubs Spartan South Midlands League Division Two – 18 clubs St Piran League Premier Division East – 14 clubs St Piran League Premier Division West – 15 clubs Staffordshire County Senior League Premier Division – 18 clubs Suffolk & Ipswich League Senior Division – 17 clubs Surrey Premier County Football League – 15 clubs Thames Valley Premier League Premier Division – 14 clubs Wearside League Premier Division – 18 clubs West Cheshire League Division One – 16 clubs West Lancashire League Premier Division – 17 clubs West Midlands (Regional) League Division One – 16 clubs West Yorkshire League Premier Division – 16 clubs Wiltshire Senior League Premier Division – 18 clubs York League Premier Division – 14 clubs Yorkshire Amateur League Supreme Division – 15 clubs |